# Маяк Амеде
Маяк Амеде (фр. Le phare Amédée) — це залізний маяк, розташований на острові Амеде, за 24 км від Нумеа, Нова Каледонія.
Металеві компоненти були виготовлені в Парижі в 1862 році і встановлено там як демонстрація. Потім він був розібраний на частини загальною вагою 388 тонн і перевезений уздовж річки Сени в Порт Гавр для свого рейсу в Нової Каледонії. Це один з найвищих металевих маяків в світі і це був перший металевий маяк, побудований у Франції. Перший камінь був закладений 18 січня 1865 і вперше запалено 15 листопада 1865 року, в день святий імператриці Євгенії, дружини Наполеона III. Його світло сигналізує про вхід в протоку Булар, один з трьох природних проходів в рифі, що оточує Нової Каледонії. На іншому кінці світу, маяк Roches-Douvres Light в Ла-Манші є братом-близнюком маяка Амеде. Зараз це дуже популярна туристична пам'ятка.

## Історія

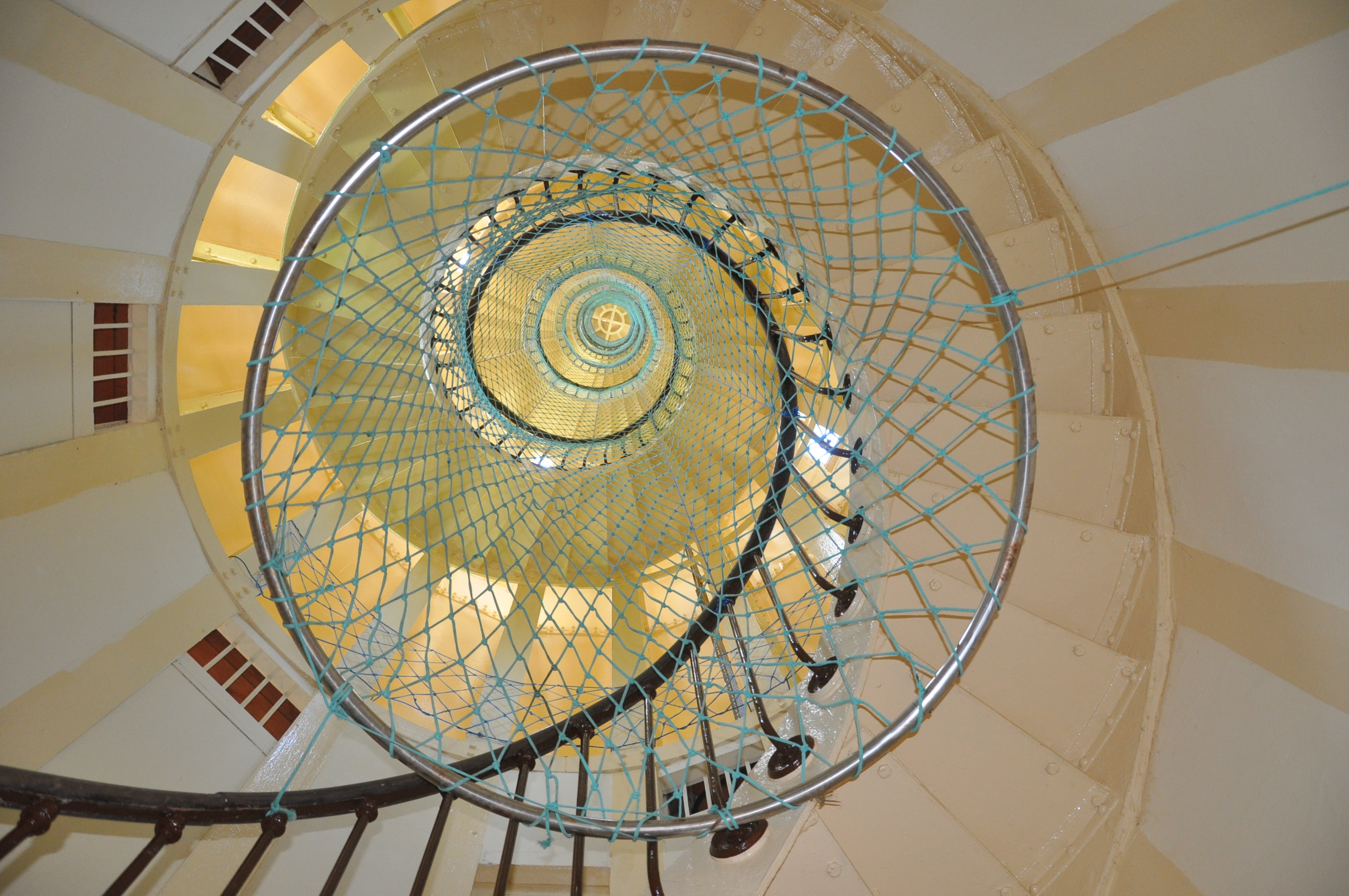
Гвинтові сходи в маяку

У 1859 році виконувач обов'язків коменданта Нової Каледонії Жан-Марі Сассо звернувся до уряду Парижа з проханням побудувати Маяк для надання допомоги судам, що прямують в порту Нумеа (в той час Форт-де-Франс), особливо з урахуванням того, що ця колонія була обрана новим пунктом призначення для французьких в'язнів.
Беручи до уваги відсутність мулярів та інших кваліфікованих робітників в колонії, французька комісія по маяку запропонувала попередньо виготовлену залізну конструкцію, відносно новий метод, вперше використовується в 1841 році британський інженер-консультантом Олександром Гордоном для Маяка Морант-Пойнт на Ямайці. Міністр військово-морського флоту і колоній, Проспер де Шасслу-Лаубат, затвердив проект і призначив Леонс Рейно, який вже розробив безліч маяків, і який також спроектував оригінальний Гар дю Норд в Парижі.
Металоконструкції були виготовлені протягом чотирьох місяців в Rigolet, які потім повинні були побудувати вежу в 19-му окрузі Парижа як демонстрацію його стабільності. Маяк залишався в Парижі з липня 1862 по червень 1864 року й став популярним місцем для прогулянок парижан. Конструкції, упаковані в 1200 ящиків і вагою 388 тонн, були перевезені баржею в Гавр, а потім відправлені в Нової Каледонії в листопаді 1864 року.
Маяк був побудований на острові Амеде змішаної командою французьких солдатів і місцевих робітників під керівництвом Луї-Еміля Бертена, що згодом став великим морським архітектором як для Франції, так і для Японії. Вперше він був запалений 15 листопада 1865 року, в день святий імператриці Євгенії, дружини Наполеона III.